# Antonio Aparicio Perales
Antonio Aparicio Perales (Enguera, Valencia, 10 de septiembre de 1913) fue un futbolista español que jugaba en la demarcación de centrocampista.

## Biografía
Antonio Aparicio debutó como futbolista profesional en 1932 con el Ontinyent C. F. Tras ser probado para el Sevilla F. C., finalmente fue el Valencia C. F. quien se hizo con los servicios del jugador en el verano de 1933. Jugó un partido en Liga y seis amistosos, y tras ver el rendimiento del futbolista, el club valenciano decidió traspasarlo al Levante U. D., quien lo fichó por un año. El 6 de noviembre de 1935 el Hércules C. F. lo contrató, y tras la Guerra Civil Española siguió en el club hasta 1941. En ese momento pasó a formar parte del Real Valladolid, y tras un años fichó por el Granada C. F. para las cinco temporadas siguientes, retirándose en 1946 a los treinta y dos años de edad.

## Clubes
| Club            | País   | Año       | Partidos | Goles |
| --------------- | ------ | --------- | -------- | ----- |
| Ontinyent C. F. | España | 1932-1933 |          |       |
| Valencia C. F.  | España | 1933-1934 | 1        | 0     |
| Levante U. D.   | España | 1934-1935 |          |       |
| Hércules C. F.  | España | 1935-1941 | 56       | 15    |
| Real Valladolid | España | 1941-1942 | 10       | 4     |
| Granada C. F.   | España | 1942-1946 | 53       | 11    |